# 那又怎样 (粉红佳人歌曲)
那又怎样是美国歌手粉红佳人的一首歌曲，收录于她的第五张录音室专辑《摇滚游乐园》中。这首歌曲由粉红佳人、马克斯·马丁和歇爾貝克创作，并由马克斯·马丁担任制作。这首歌曲被选为专辑的主打单曲，于2008年8月11日发行，并在2008年8月25日由LaFace唱片在电台发行。那又怎样的伴奏由军鼓的节拍以及合成器的伴奏组成，歌词则取材于她与越野摩托车手凯里·哈特的分手，这次分手发生在这首歌曲发布前的6个月。